# From Dusk Till Dawn 3: The Hangman's Daughter
From Dusk Till Dawn 3: The Hangman's Daughter (bra: Um Drink no Inferno 3 - A Filha do Carrasco; prt: Aberto até de Madrugada 3) é um filme estadunidense de 2000, dos gêneros faroeste, comédia, aventura, terror e ação, dirigido por P. J. Pesce.
É sequência de From Dusk Till Dawn 2: Texas Blood Money (1999).

## Elenco
| Ator             | Papel                           |
| ---------------- | ------------------------------- |
| Marco Leonardi   | Johnny Madrid                   |
| Ara Celi         | Esmeralda/Santanico Pandemonium |
| Michael Parks    | Ambrose Bierce                  |
| Jordana Spiro    | Cathrine Reece                  |
| Temuera Morrison | The Hangman                     |
| Lennie Loftin    | John Newlie                     |
| Rebecca Gayheart | Mary Newlie                     |
| Danny Trejo      | Razor Charlie                   |
| Sônia Braga      | Quixla                          |
| Orlando Jones    | Ezra Traylor                    |
| Peter Butler     | Pancho Villa                    |

## Prêmios e indicações

### Indicações
Saturn Awards
- Melhor lançamento em vídeo: 2000[carece de fontes?]